# Săcel (Maramureș)
Săcel es una comuna ubicada en el distrito de Maramureș, Rumania.

## Superficie
Cuenta con una superficie de 79,89 kilómetros cuadrados.

## Demografía
Hasta 2021 la población era de 3142 habitantes, con una densidad de población de 39,33 habitantes por kilómetro cuadrado.